# Wude Ayalew
Wude Ayalew Yimer (Godzsam, 1987. július 4. –) etióp atlétanő, hosszútávfutó.
Ötödikként zárt az ötezer méteres síkfutás számában a 2006-os junior atlétikai világbajnokságon. 2009-ben a berlini világbajnokságon tízezer méteren lett bronzérmes.

## Egyéni legjobbjai
- 3000 méter- 8:30,93
- 5000 méter - 14:38,44
- 10 000 méter - 30:11,87